# Pável Póstyshev
Pável Petróvich Póstyshev (6 (18) de septiembre de 1887 - 26 de febrero de 1939) fue un funcionario de estado soviético y trabajador del partido, organizador, panfletario y propagandista de masas, uno de los organizadores de la Gran Purga. Condenado y ejecutado en 1939, póstumamente rehabilitado en 1956.

## Biografía
Nacido el 6 (18) de septiembre de 1887 en Ivánovo-Voznesensk, en la familia de un tejedor de etnia rusa. A partir de los 9 años empezó a trabajar como aprendiz de desbrozadora, y desde los 12, en la fábrica como aprendiz de electricista.
A partir de 1900 participó en los círculos obreros. Se unió al POSDR (b) desde 1904, y organizó la creación de grupos bolcheviques en la fábrica Garelin. Participó en la revolución de 1905 y en la huelga de Ivánovo, siendo herido durante la "ejecución en Talka" en junio de 1905  y despedido de la fábrica.